# Huangping
Huangping (chinesisch 黄平县, Pinyin Huángpíng Xiàn) ist ein Kreis des Autonomen Bezirks Qiandongnan der Miao und Dong im Südosten der chinesischen Provinz Guizhou. Er hat eine Fläche von 1.670 km² und zählt 266.800 Einwohner (Stand: Ende 2018). Sein Hauptort ist die Großgemeinde Xinzhou (新州镇).
Die traditionelle Architektur von Feiyunya (Feiyunya gu jianzhuqun 飞云崖古建筑群) aus der Zeit der Ming- und Qing-Dynastie und die traditionelle Architektur von Jiuzhou (Jiuzhou gu jianzhuqun 旧州古建筑群) in der Großgemeinde Jiuzhou stehen seit 2006 auf der Liste der Denkmäler der Volksrepublik China.